# Avery Wiseman
Avery Wiseman (7 de abril de 2002) es una deportista de Canadá que compite en natación. Ganó una medalla de bronce en el Campeonato Mundial Junior de Natación de 2019, en la prueba de 4 × 100 m estilos, y una medalla de bronce en el Campeonato Pan-Pacífico Junior de Natación de 2018.